# Тибетска чинка
Тибетската чинка (Carpodacus roborowskii) е вид птица от семейство Чинкови (Fringillidae).

## Разпространение и местообитание
Разпространен е в Китай.